# Campoletis clavata
Campoletis clavata är en stekelart som först beskrevs av Léon Abel Provancher 1875.  Campoletis clavata ingår i släktet Campoletis och familjen brokparasitsteklar. Inga underarter finns listade.